# Baritina
La baritina o barita (del griego antiguo βαρύς,  barýs, 'pesado', palabra que también dio origen al bario), es un mineral de la clase de los sulfatos y del tipo AXO4. Químicamente es el sulfato de bario (BaSO4). Es la principal mena del bario.
Se incluye en el mismo grupo que la celestina (SrSO4) y la anglesita (PbSO4). Con la celestina forma una serie de solución sólida sustituyendo gradualmente el bario por estroncio.
Fue descrito en 1800 por el mineralogista alemán Carl Karsten (1782-1853). El nombre se usó por primera vez en el siglo XIX para caracterizar un mineral que formaba una ganga en ciertos yacimientos metalíferos. 

## Propiedades físicas
Cristaliza en la clase dipiramidal (2/m 2/m 2/m) del sistema rómbico. Forma soluciones sólidas con los otros miembros del grupo.

## Formación y yacimientos
Es un mineral muy común. Aparece frecuentemente envolviendo los filones de minerales metálicos. Es así una de las gangas filonianas junto con la calcita y el cuarzo, que aparecen junto a ella. 

## Usos
Es la mena principal de bario. Debido a su densidad se usa en los lodos de perforación de pozos. Se utiliza en la producción de agua oxigenada, en la fabricación de pigmentos blancos y, como carga mineral, en pinturas y en la industria del caucho. Se emplea especialmente en la producción del litopón, una combinación de sulfuros y sulfatos usados para recubrimientos. Se usa también en la industria de los frenos, del vidrio y como recubrimiento en las salas de rayos X. También como imprimante para papel fotográfico (FB).

## Producción mundial
| 1.  | China          | 2,80 |
| 2.  | India          | 2,00 |
| 3.  | Marruecos      | 1,10 |
| 4.  | Kazajistán     | 0,59 |
| 5.  | Laos           | 0,44 |
| 6.  | Estados Unidos | 0,41 |
| 7.  | México         | 0,38 |
| 8.  | Turquía        | 0,25 |
| 9.  | Irán           | 0,20 |
| 10. | Rusia          | 0,16 |
| 11. | Pakistán       | 0,11 |

Fuente: USGS.

## Galería de imágenes

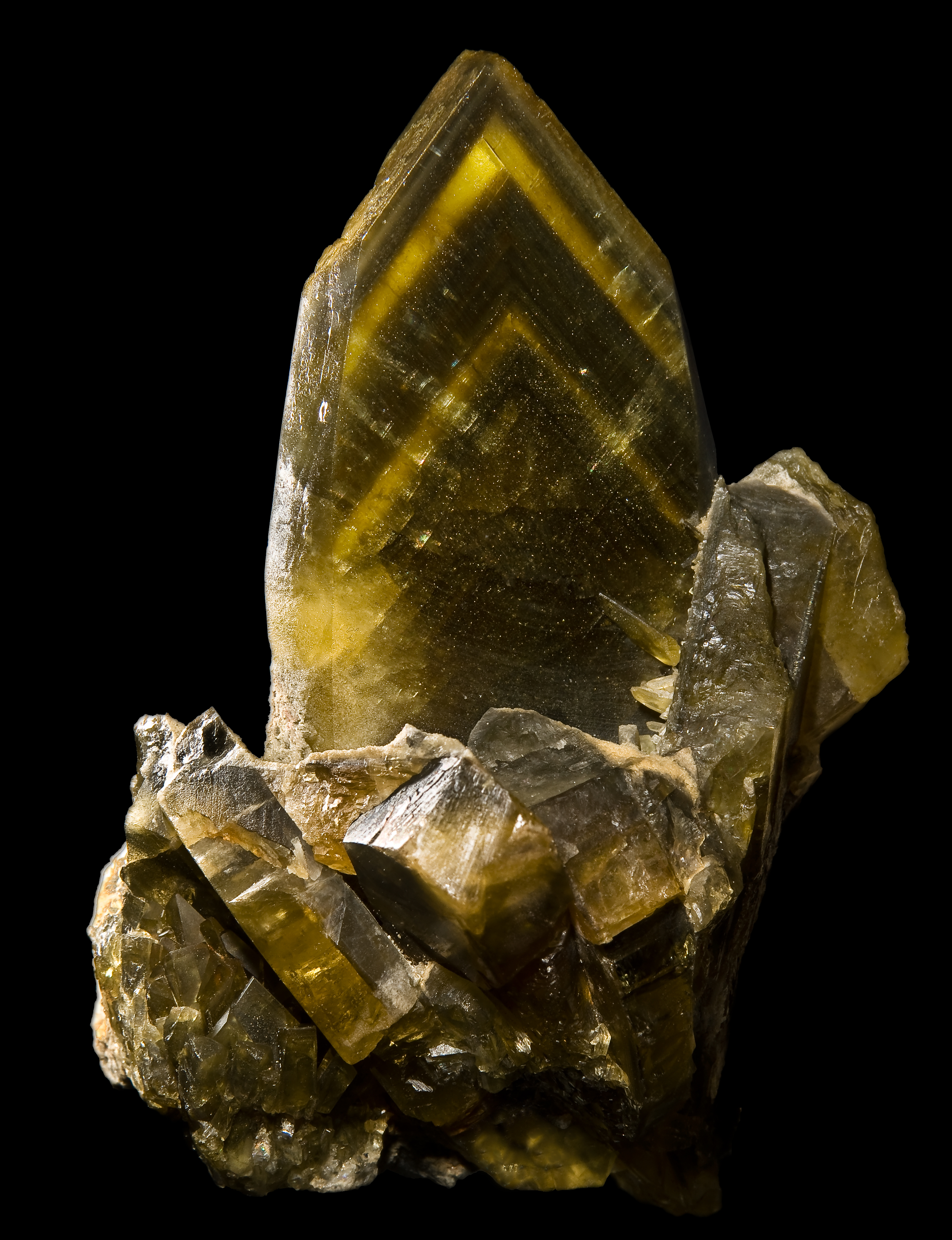
Villamassargia, Cerdeña, Italia (9×6 cm)
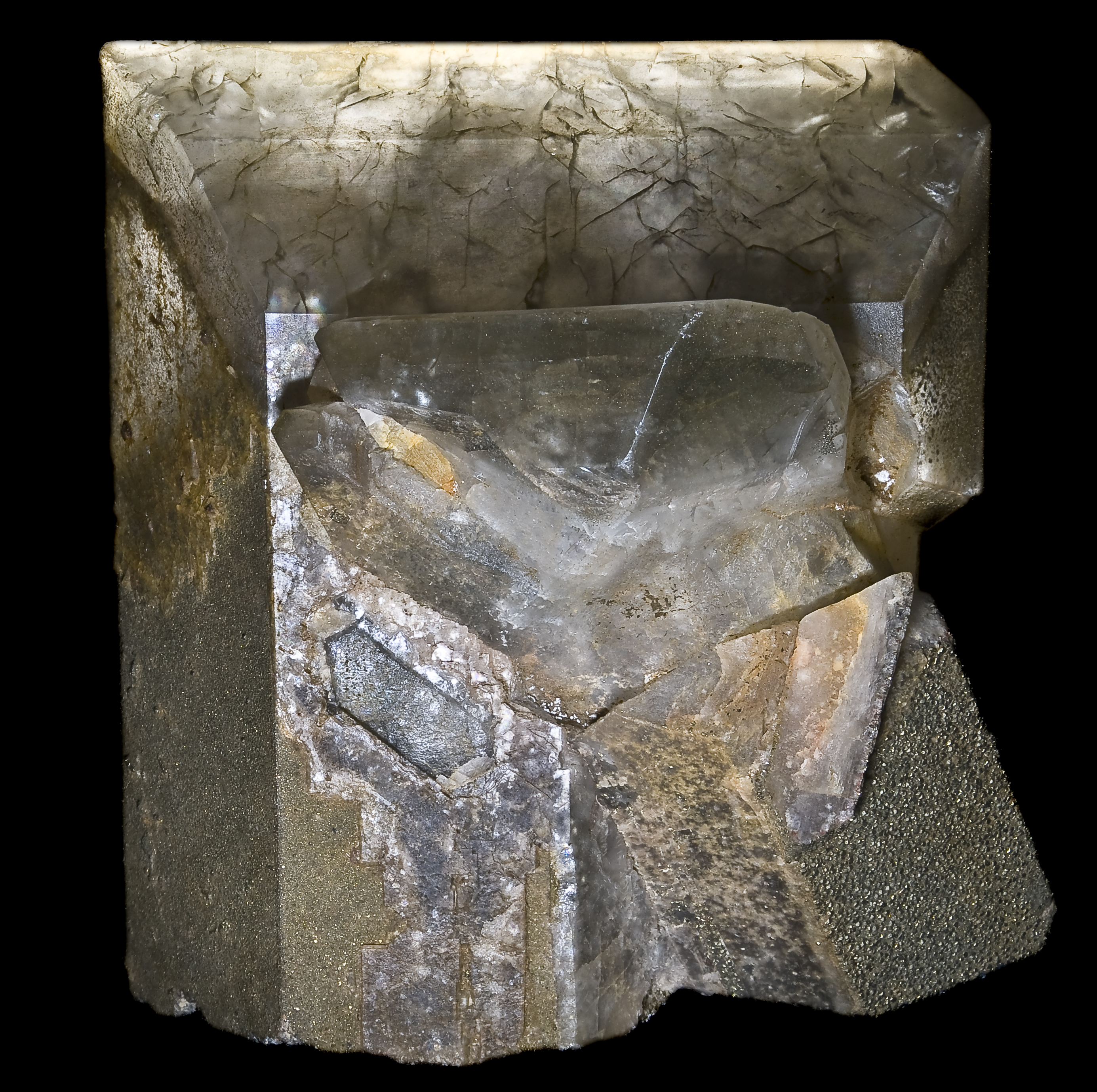
Mine Niobec, Québec (9,5×8 cm)
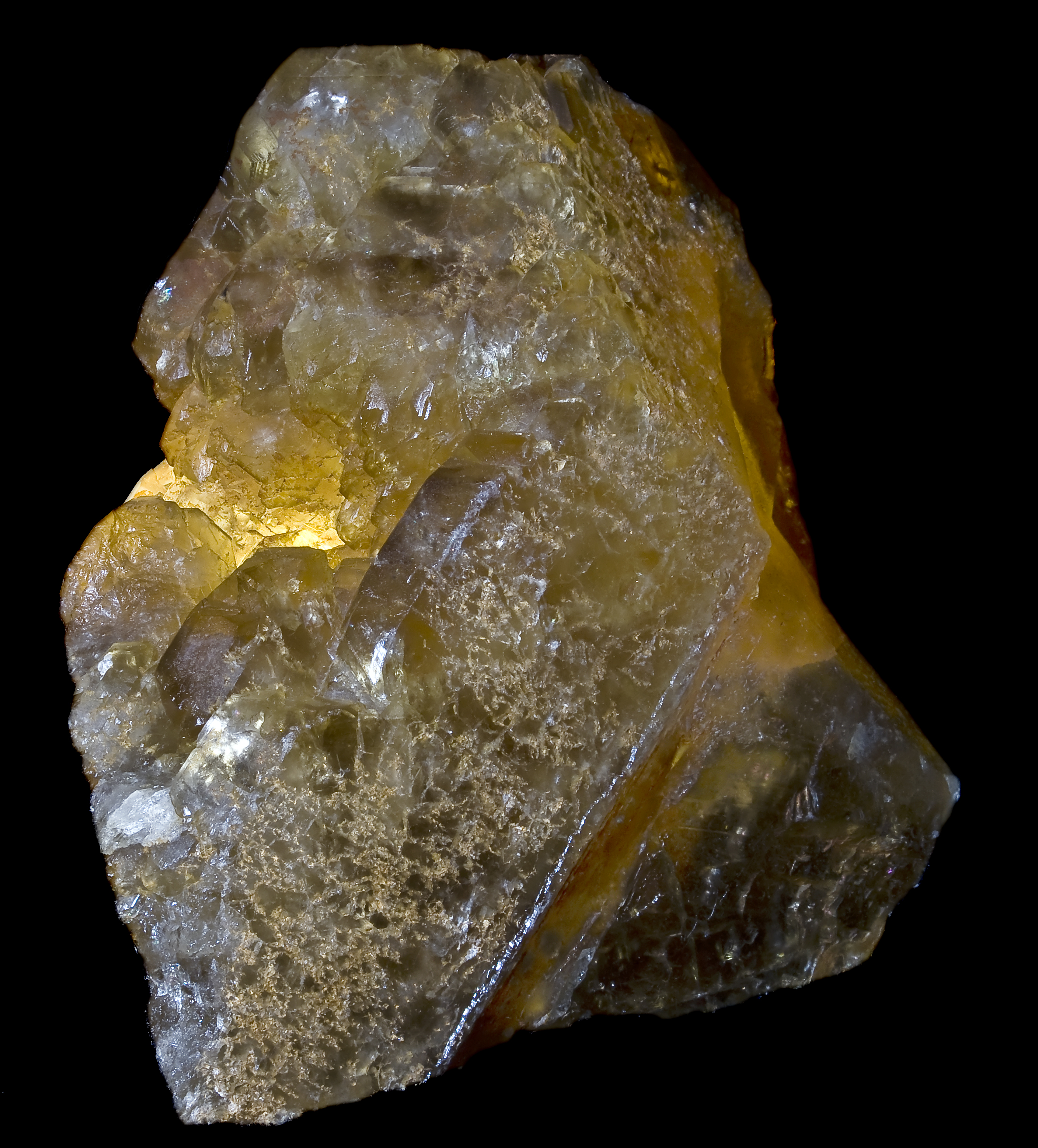
Côte d'Abot, Puy-de-Dôme, Francia (13×11,5 cm)
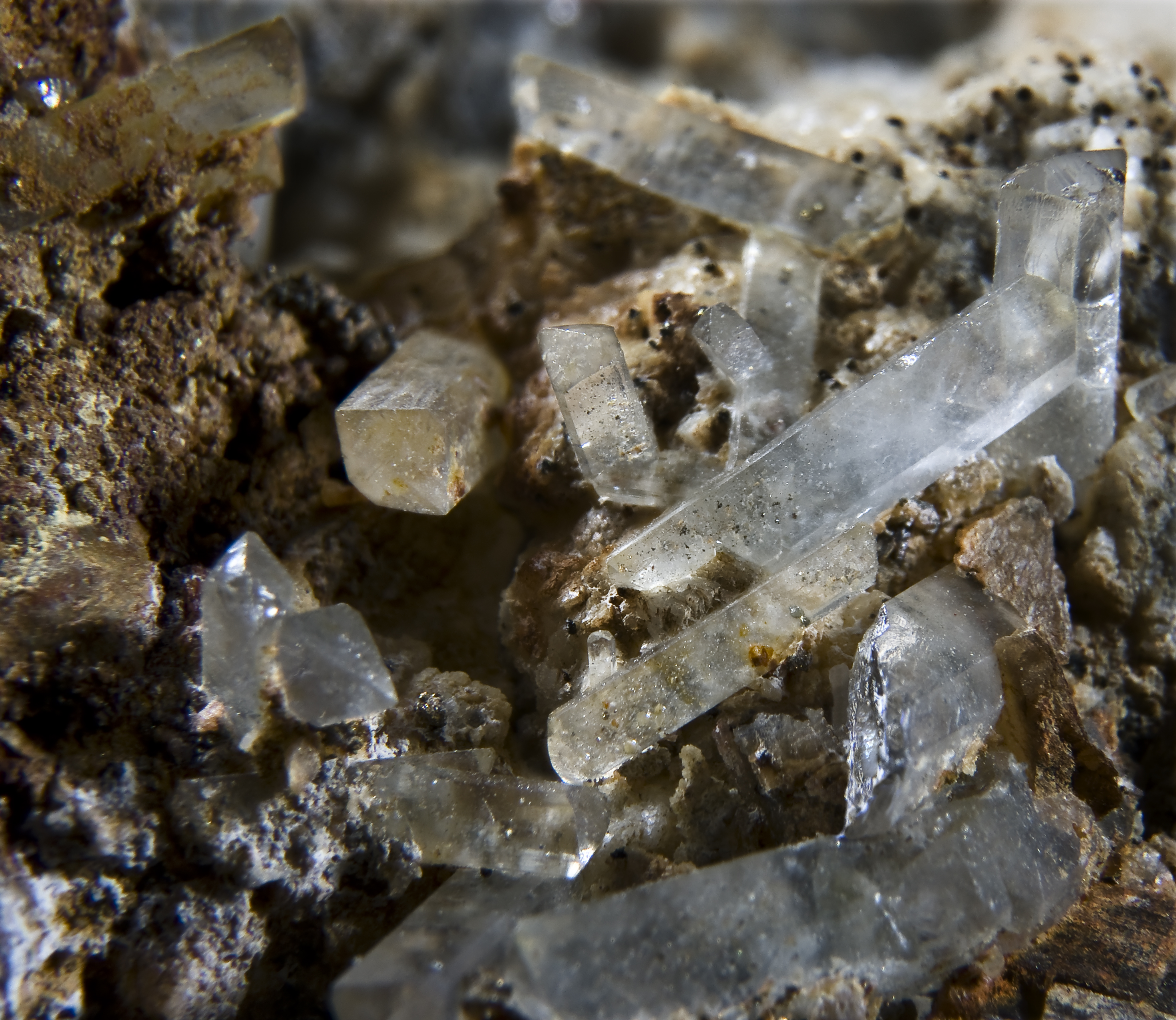
Příbram, Bohemia, República Checa (Xls 1,27 cm). Coll. Auguste Michel-Lévy
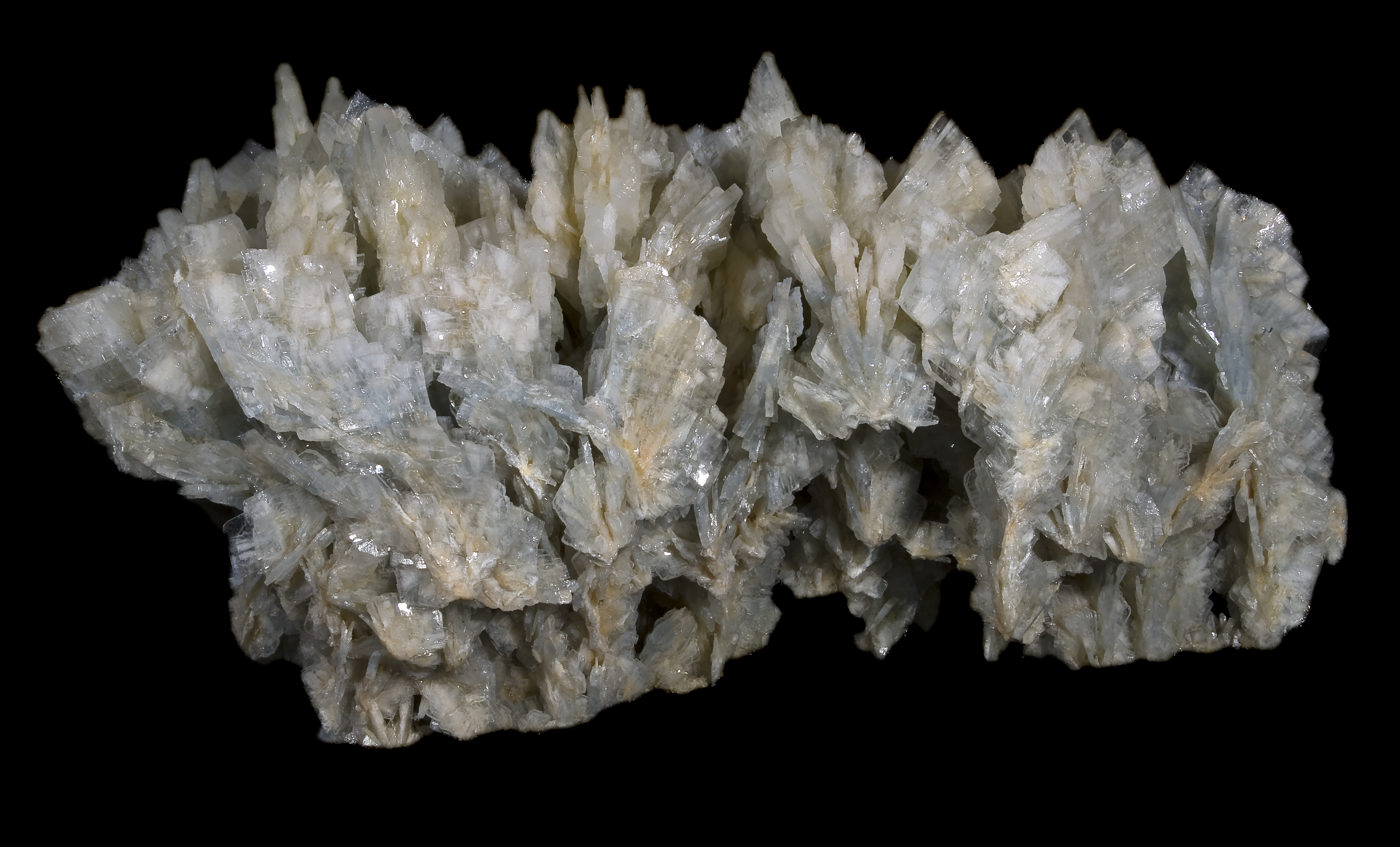
Mina de Baia Sprie, Rumania (21×11 cm)
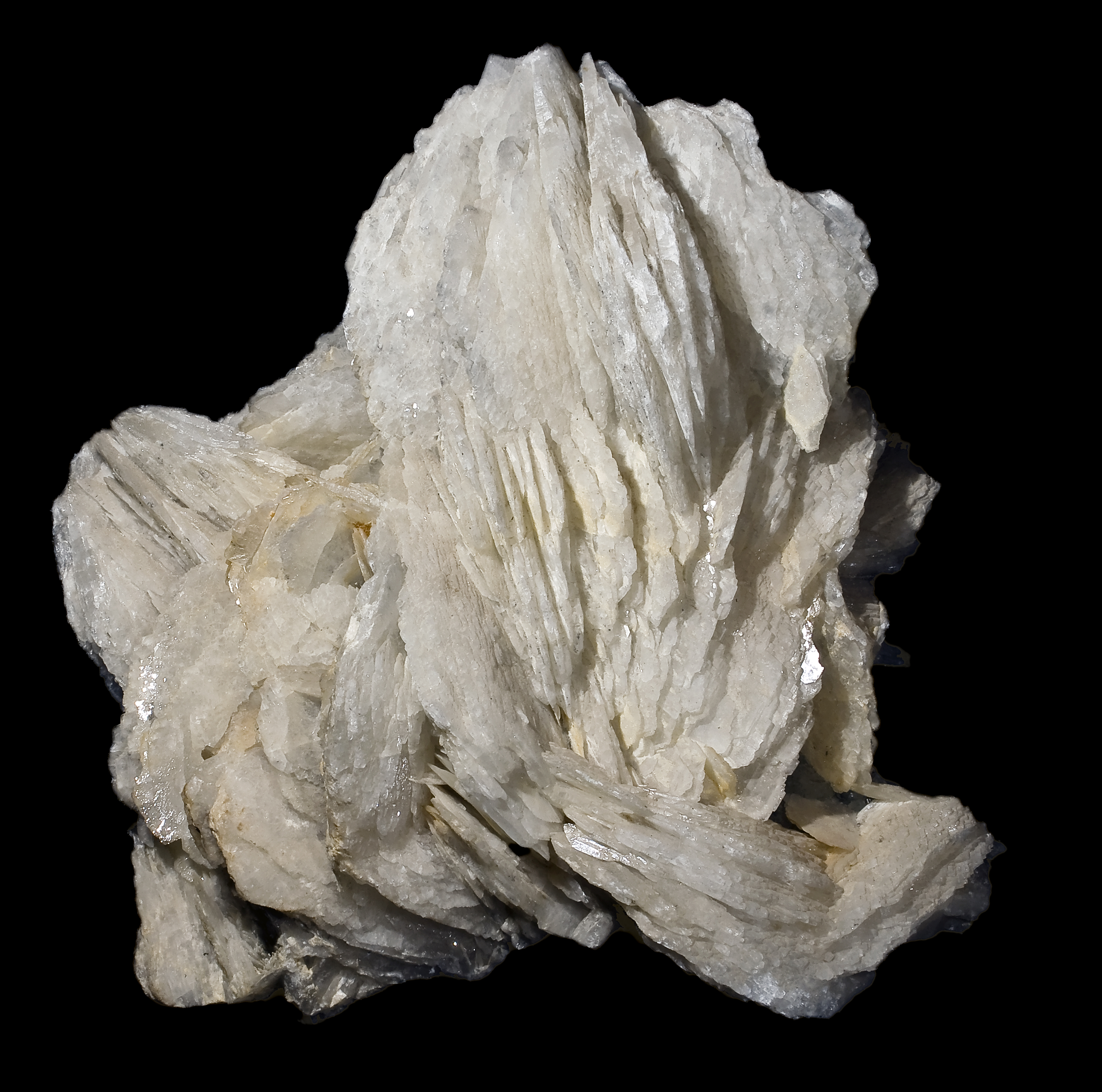
Mina de Mibladen, Marruecos (33×32 cm)